# Hsiao Hung Jen
Hsiao Hung Jen (chino simplificado: 萧 闳 仁, chino tradicional: 蕭 閎 仁, pinyin: Xiao Hong Rén; Wade-Giles: Hsiao Hung Jen, a veces Xiao Hong Ren) (nacido el 21 de agosto de 1984) es un cantante, compositor y músico taiwanés, que interpreta temas musicales en diferentes idiomas como el hokkien taiwanés, chino mandarín y ocasionalmente en inglés. Saltó a la fama a los 11 años de edad, cuando ganó en un concurso de canto de un popular programa de Taiwán llamado ""Five Light Awards".
Hsiao ha colaborado con otros artistas de la música pop de Asia, tales como Jay Chou (quien dirigió el video musical de Hsiao de su primer single titulado, "Watch the mangas Go Down") y del grupo F.I.R., Ian Chen. Además de interpretar baladas pop sobre el amor y el romance, sus letras de sus canciones a menudo, se centran en la crítica social y las raíces taiwanesas. 
Su álbum debut titulado "Hsiso Hung Jen-Debut Album", fue lanzado en mayo del 2008, seguido de su segundo álbum titulado ""His Name is F*ck"  en marzo de 2009. Su tercer álbum fue lanzado el 31 de diciembre de 2010.
Hsiao fue nominado en 2009, como el "Mejor Artista de Revelación" en el "20o Golden Melody Awards" de Taiwán.